# Stephen Allen Benson
Stephen Allen Benson (21 de mayo de 1816 - 24 de enero de 1865) fue el segundo presidente de Liberia entre 1856 y 1864. Anteriormente se había desempeñado como tercer vicepresidente de Liberia entre 1854 y 1856 bajo el presidente Joseph Jenkins Roberts.

## Biografía
Benson nació en Cambridge, Maryland, Estados Unidos, de padres afroamericanos nacidos en libertad. En 1822, su familia emigró al país recién establecido de Liberia. Poco después de su llegada en agosto de 1822, los nativos africanos tomaron la colonia y mantuvieron a Benson y sus parientes cautivos durante cuatro meses.
Durante cuatro años, fue comerciante militar. También fue secretario privado de Thomas Buchanan, el último de los gobernadores blancos de Liberia. Benson más tarde se convirtió en un exitoso hombre de negocios. Se unió a la milicia en 1835, y en 1842 se convirtió en delegado del Consejo Colonial. Después de la independencia de Liberia en 1847 se convirtió en juez. También fue predicador metodista.
En 1853, Benson se convirtió en el vicepresidente de Joseph Jenkins Roberts, y después de que Roberts dejó el cargo en 1856, Benson sucedió a Roberts como presidente de Liberia.
En 1857 organizó la anexión de la hasta entonces independiente República de Maryland por parte de Liberia. Durante su mandato, la independencia del país fue formalmente reconocida por gran parte de la comunidad internacional.
Benson buscó trabajar armoniosamente con los pueblos indígenas del país y promover un trato justo hacia ellos. Hablaba varios idiomas de nativos.
Después de su presidencia, se retiró a su plantación en el condado de Grand Bassa, donde cultivó café y murió en 1865.